# تیرداد کیایی
تیرداد کیایی (زاده ۵ شهریور ۱۳۵۷) بازیگر تئاتر، سینما و تلویزیون ایرانی است. وی «کارگاه آزاد بازیگری» امین تارخ را در سال ۱۳۷۶ طی کرده و سپس سال ۱۳۸۰ فعالیت خود را در تلویزیون و سینما با ایفای نقش در سریال نیستان به کارگردانی حسین مختاری آغاز کرد.

## تئاتر
- رؤیای شب نیمه تابستان (به کارگردانی محمود کریمی‌حکاک) (۱۳۷۸)

## فیلم‌های سینمایی
- پسران آجری (۱۳۸۵)
- حرکت اول (۱۳۸۶)
- باغ قرمز (۱۳۸۹)
- افسونگر (۱۳۹۲)
- سمفونی تولد (۱۳۹۴)
- ماهور (۱۳۹۶)
- یک شب در تهران(۱۳۹۸)

## سریال
- نیستان (۱۳۸۰)
- هفت گنج (۱۳۸۰)
- صبح تنهایی (۱۳۸۹)
- از یاد رفته (۱۳۹۰)
- در برابر باد (۱۳۹۰)
- کیفر (۱۳۹۰)
- ماتادور (۱۳۹۲)
- گسل (۱۳۹۷)

## تله فیلم
- تله فیلم سکو (۱۳۸۶)
- تله فیلم صفر مرزی (۱۳۸۷)